# قبر الغازي (فلم)
قبر الغازي (بالإنجليزية: Tomb Invader) فيلم أمريكي تم عرضه في 9 مارس 2018.

## القصة
تم توظيف عالم الآثار ، ألاباما تشانين ، من قبل مليارير غامض للمساعدة في العثور على بقايا صينية قديمة. نفس الكنز الذي كانت والدتها تبحث عنه قبل أن تختفي.